# 博茲峰
69°25′S 39°47′E / 69.417°S 39.783°E
博茲峰，是南極洲的山峰，位於毛德皇后地的哈拉爾王子海岸，處於呂佐夫-霍爾姆灣東岸，海拔高度235米，根據挪威探險隊拍攝的空中照片繪入地圖，現時由南極條約體系管理。

## 外部連結
- 本条目引用的公有领域材料来自美国地质调查局的文档《Bōzu Peak》 （資料來自地名信息系统）。